# Anu Tali

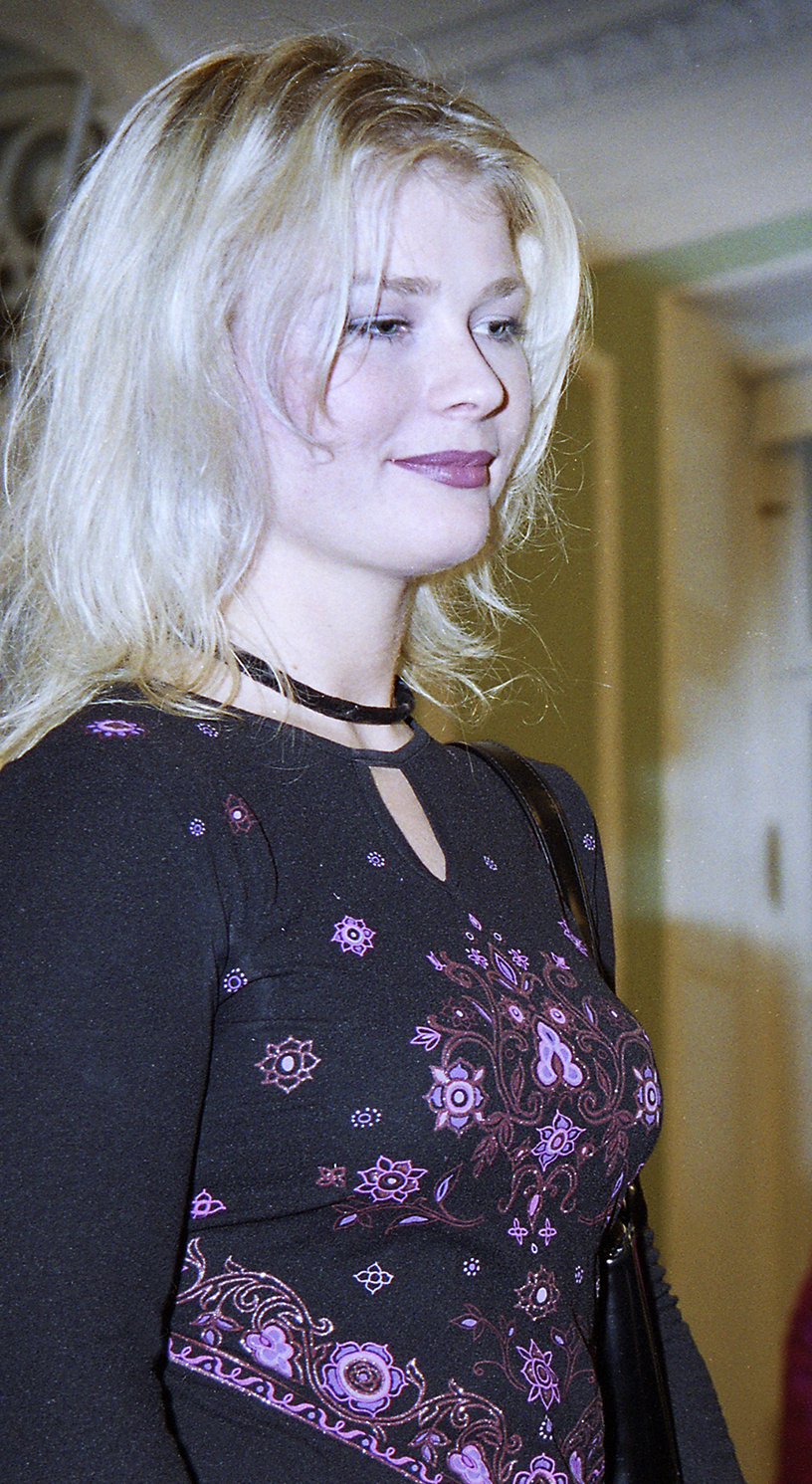
Anu Tali (2000)

Anu Tali (* 18. Juni 1972 in Tallinn) ist eine estnische Dirigentin.

## Leben und Karriere
Anu Tali ließ sich zunächst als Pianistin an der Tallinn Music High School ausbilden. Danach studierte sie von 1991 bis 1995 Klavier und Dirigieren an der Estnischen Musikakademie in Tallinn u. a. bei Roman Matsov. Ab 1995 absolvierte sie zudem Meisterkurse bei dem Dirigenten Jorma Panula an der Sibelius-Akademie Helsinki und in Moskau. Von 1998 bis 2000 besuchte sie weitere Dirigier-Kurse am Sankt Petersburger Konservatorium bei Ilja Mussin und Leonid Kortschmar.
Mit ihrer Zwillingsschwester Kadri Tali gründete sie bereits 1997 das Nordic Symphony Orchestra (vormals Estnisch-finnisches Symphonieorchester), welches sie bis heute dirigiert. Ihre Schwester betreut das Orchester, in dem Musiker aus 15 Nationen spielen, als Managerin. Mit Swan Flight, dem Debütalbum des Orchesters, gewann Anu Tali 2003 als Nachwuchskünstlerin des Jahres einen Echo Klassik.
Im Sommer 2006 debütierte sie bei den Salzburger Festspielen und mit einer Produktion von Carmen bei den Savonlinna-Opernfestspielen.
Von 2013 bis 2019 war Anu Tali Music Director des Sarasota Orchestra in Sarasota, einer US-amerikanischen Stadt mit County Seat und Universität im US-Bundesstaat Florida.

## Diskografie
- 2001: Swan Flight · Werke von Tormis, Debussy und Sibelius, Estnisch-Finnisches Symphonieorchester – Finlandia Records
- 2005: Action Passion Illusion · Werke von Tüür, Rachmaninow und Sibelius, Nordic Symphony Orchestra – Warner Classics
- 2010: Strata · Werke von Tüür, Nordic Symphony Orchestra – ECM Records